# Absurdes Theater
Das absurde Theater, auch Theater des Absurden genannt, ist eine Richtung des Theaters des 20. Jahrhunderts, die die Sinnfreiheit der Welt und den darin orientierungslosen Menschen darstellen will.

## Grundzüge des absurden Theaters
Der Begriff des  Theaters des Absurden (frz. théâtre de l’absurde) bildete sich in den 1950er Jahren als Sammelbegriff für eine vorwiegend in Frankreich aufkommende Art von Dramen mit grotesk-komischen sowie irrealen Szenen; spätestens seit der gleichnamigen Monographie von Martin Esslin (New York, 1961) ist der Begriff des „absurden Theaters“ etabliert. Nach Seipel (1961) lassen sich frühe experimentelle Stücke von späteren Werken unterscheiden.

### Frühe experimentelle Dramen
Das erste Drama mit absurden Zügen und bewusster Abwendung vom klassischen Theater ist König Ubu (französisch Ubu Roi) von Alfred Jarry, welches bereits 1896 einen Skandal verursachte. Jarry wie auch später andere Autoren (Artaud, Guillaume Apollinaire, Jean Cocteau, Gheorghe Ciprian) spielen mit sprachlichen Gemeinplätzen und bringen sie konkret auf die Bühne. Ihre Stücke haben antibürgerliche und propagandistische Intentionen und ähneln teilweise Fabeln. Insgesamt bleibt bei diesen Werken der Eindruck, dass ihre Andersartigkeit über nur wenig mehr als ein spielerisches Experiment hinausgeht. Dies mag der Grund dafür sein, warum mit Ausnahme von König Ubu die Dramen der frühen experimentellen Phase heute so gut wie nicht mehr in den Spielplänen zu finden sind.

### Spätes experimentelles, absurdes Theater
Konsequenter und radikaler in der Verwerfung der klassischen Theaterstrukturen sind Autoren wie Eugène Ionesco und Samuel Beckett, deren Werke man typischerweise mit dem „Theater des Absurden“ oder sogar mit dem Begriff „Antitheater“ assoziiert. Die Dramen Becketts, vor allem sein berühmtestes Werk Warten auf Godot (frz. En attendant Godot), gehören heute zur Weltliteratur.
In den Stücken der „absurden Dramatiker“ lösen sich die vom klassischen Theater geforderten Einheiten der Zeit, der Handlung und des Ortes auf.  An ihre Stelle treten unlogische Szenarien, absurde Handlungen und wahllos verknüpft erscheinende Dialogreihen, so dass schließlich nicht mehr vom klassischen Theater im aristotelischen Sinne, das auf die Regeln der Poetik zurückgeht, gesprochen werden kann.
Die Stücke der Dramatiker Arthur Adamov, Samuel Beckett, Eugène Ionesco, Jean Genet, Michel de Ghelderode und Georges Schehadé können als eine moderne Form des Mythentheaters bezeichnet und in Zusammenhang mit den Themen- und Fragestellungen der Psychoanalyse betrachtet werden (Blüher, 1982). Zweifel an den herkömmlichen rationalistischen Kultur- und Denksystemen gelten als Auslöser für die Entstehung dieser neuen Ausdrucksform und somit als Fortführung der Bestrebungen des Surrealismus (Seipel, 1961/1982). Besonders deutlich wird dieser Aspekt in den Arbeiten Ionescos, der seine Stücke selbst als dramaturgische Gestaltung der obsessionellen Gegensätze seines eigenen Unbewussten beschreibt.
Umstritten ist, ob es sich bei dem absurden Theater um „absurde Darstellungen“ oder um die „Darstellung eines absurden Verhaltens“ handelt: Wolfgang Hildesheimer mahnte, man dürfe beispielsweise bei Beckett die Darstellung von Absurdem eben nicht mit einer absurden Darstellung verwechseln. Zum Etikett „Absurdes Theater“ stellen auch Aleksandra Kwasnik und Florian Dreyßig fest: „Absurd, das lohnt die Richtigstellung, war nie sein [Becketts] Theater. […] Absurdität, das war Becketts Thema, der Mensch als Witz im Kosmos, das er mit den Mitteln des Theaters konventionell spielen ließ.“ Daher müsse beim Begriff  des „absurden Theaters“ unterschieden werden zwischen a) einer Kritik der Darstellung (die Abläufe auf der Bühne sind „absurd“) und b) einem „Theater des Absurden“, also einer Darstellung der Kritik, die ein als absurd/abwegig/töricht angesehenes reales Verhalten dramatisch gestaltet. Im Kern ist daher in Warten auf Godot (1948 fertiggestellt) das Thema eine Doppelstruktur der Selbstfesselung: An der Oberfläche geht es darum, sich durch eine Reihe von Spielen vor der Entscheidung zu drücken, das Warten abzubrechen; in der Perspektive der moralischen Verarbeitung von Holocaust und Weltkrieg geht es darum, sich durch immer neue Spiele auch das Denken zu vertreiben und den christlichen und allgemeinen moralischen Fragen nach der Ursache millionenfachen Sterbens auszuweichen.
Die meisten Theoretiker sehen das absurde Theater als Ausdruck einer anlasslosen Weltsicht des Absurden. Berührungspunkte gibt es hier mit der existentialistischen Philosophie, die in Frankreich in den dreißiger und vierziger Jahren durch die Arbeiten von Jean-Paul Sartre (1905–1980) und die absurde existentialistische Philosophie eines Albert Camus (1913–1960) populär wurde. Beide Strömungen thematisieren mit unterschiedlichen Mitteln die Konsequenz über die Erkenntnis der Lebensabsurdität. Sie sind im Kontext der Krisensituation Europas nach dem Zweiten Weltkrieg zu betrachten.
Ängsten und Obsessionen wird in den Werken der Avantgarde in Form eines semiotischen Theaters Ausdruck verliehen. Beeinflusst von den Forderungen Antonin Artauds (Le Théâtre et son double, 1938) sind die Dramatiker bestrebt, Gestik, Dekor und Bühnenelementen eine dem Dialog gleichgestellte Rolle zuzuweisen. Sprache wird als formelhaftes, sinnentleertes Kommunikationsmittel entlarvt.
Das Vermischen von tragischen und komischen Elementen ist ebenfalls kennzeichnend für das Neue Theater. Beckett versieht En attendant Godot mit dem Untertitel Une tragi-comédie und spielt damit auf die seit dem 17. Jahrhundert diskutierte Trennbarkeit der klassischen Genres an. Absurde Handlungen und Dialoge gipfeln in seinen Stücken nicht selten in Situationskomik, die – eingebettet in die tragische Lage der Charaktere – die tragische Wirkung der Stücke verstärkt. Bezüge bestehen zu den Stummfilmen von Charlie Chaplin, der Commedia dell’arte und der Music Hall.

## Bekannte Stücke
- König Ubu von Alfred Jarry
- Warten auf Godot und Endspiel von Samuel Beckett
- Die Stühle, Die Nashörner, Die kahle Sängerin, Der neue Mieter, Die Unterrichtsstunde, Der König stirbt und Das große Massakerspiel von Eugène Ionesco
- Das Gartenfest[3] von Václav Havel
- Der Schalter von Jean Tardieu

## Autoren des absurden Theaters

### Frühes experimentelles Theater
- Luigi Pirandello (1867–1936)
- Alfred Jarry (1873–1907)
- Jean Cocteau (1889–1963)
- Antonin Artaud (1896–1948)

### Pioniere
- Michel de Ghelderode (1898–1962)
- Georges Schehadé (1905–1989)
- Jean Tardieu (1903–1995)
- Samuel Beckett (1906–1989)
- Arthur Adamov (1908–1970)
- Eugène Ionesco (1909–1994)
- Jean Genet (1910–1986)

### Nachfolger
- N. F. Simpson (1919–2011)
- Joan Brossa (1919–1998)
- Harold Pinter (1930–2008)
- Edward Albee (1928–2016)
- Sławomir Mrożek (1930–2013)
- Boris Vian (1920–1959)
- Fernando Arrabal (* 1932)
- Václav Havel (1936–2011)

### Deutschsprachige „Verwandte“
- Max Frisch (1911–1991)
- Friedrich Dürrenmatt (1921–1990)
- Wolfgang Hildesheimer (1916–1991)
- Thomas Bernhard (1931–1989)
- George Tabori (1914–2007)
- Franz Xaver Kroetz (* 1946)
- Christoph Schlingensief (1960–2010)